# كونور بيين
كونور بيين (بالإنجليزية: Connor Pain)‏ (11 نوفمبر 1993 بهونغ كونغ في الصين - ) هو لاعب كرة قدم أسترالي في مركز الجناح يلعب في نادي البكيرية السعودي. شارك مع منتخب أستراليا تحت 20 سنة لكرة القدم ومنتخب أستراليا الوطني لكرة القدم تحت 23 سنة ومنتخب أستراليا لكرة القدم. أما مع النوادي، فقد لعب مع نادي ملبورن فيكتوري وMalvern City FC ‏ وBentleigh Greens SC ‏.

## وصلات خارجية
- كونور بيين على موقع الاتحاد الدولي (مؤرشف)  (الإنجليزية)
- كونور بيين على موقع قاعدة بيانات كرة القدم.إي يو (الإنجليزية)
- كونور بيين على موقع ناشيونال فوتبول تيمز (الإنجليزية)
- كونور بيين على موقع Soccerway.com (الإنجليزية)
- كونور بيين على موقع عالم كرة القدم.نت (الإنجليزية)